# جولیو کالی
جولیو کالی (ایتالیایی: Giulio Calì؛ ۲۶ مارس ۱۸۹۵ – ۲۰ ژانویهٔ ۱۹۶۷) هنرپیشه اهل ایتالیا بود.
از فیلم‌ها یا برنامه‌های تلویزیونی که وی در آن نقش داشته‌است می‌توان به هشت‌ونیم، روشنایی‌های واریته، روزهای عاشقی، شنل، پلیس‌ها و دزدها، آسیاب رودخانه پو، گرگ‌ها، دختر خوشگل رم، قهرمان زمان ما، حیف که او بدذات است و یک روز در دادگاه اشاره کرد.